# Kazimierz Rozwadowski
Kazimierz Rozwadowski herbu Trąby (ur. 1757 w Rożyskach, zm. 3 lipca 1836 tamże) – oficer wojsk Korony, powstaniec kościuszkowski, pułkownik wojsk Księstwa Warszawskiego, współorganizator 8 pułku ułanów.

## Życiorys
Wywodził się z gałęzi szlacheckiej rodu Rozwadowskich herbu Trąby. Był wnukiem Macieja (ur. 1647, podstoli radomski), synem Ignacego (1702-1777) i Teresy z domu Białoskórskiej herbu Abdank. Według jednej z wersji urodził się w 1748.
Rozpoczął służbę w wojsku koronnym w 1774, jako towarzysz w chorągwi Stanisława Ciesielskiego. W czasie insurekcji kościuszkowskiej był wicebrygadierem w 1 Brygadzie Ukraińskiej jazdy narodowej. Walczył w bitwie pod Szczekocinami (6 czerwca 1794, za czyny tamże otrzymał Order Virtuti Militari), w bitwie pod Chełmem (8 czerwca 1794) i w obronie Warszawy. Nagrodzony złotą obrączką Ojczyzna Obrońcy Swemu nr 15.
W następnych latach skupił się na gospodarowaniu w swoim majątku w Galicji. Słynął z hodowli koni.
W czasie wojny austriacko-polskiej w 1809, po wkroczeniu do Galicji wojsk księcia Poniatowskiego Rozwadowski, jako jeden z pierwszych przedstawicieli galicyjskiej szlachty aktywnie zaangażował się w tworzenie polskiego wojska. Mianowano go dowódcą 9 pułku jazdy w stopniu pułkownika. Spośród 200 koni tego pułku, aż 68 było ofiarowanych przez Kazimierza. 3 sierpnia 1809 objął dowództwo 8 pułku ułanów. Wraz z nim brał udział w walkach pod Wieniawką. Pułkiem dowodził do 1811, kiedy to przeszedł na emeryturę. W 8 pułku służyli także dwaj jego bracia: Onufry i Franciszek oraz syn Antoni. Za walkę w wojnach okresu Księstwa Warszawskiego Kazimierza Rozwadowskiego oraz jego syna Antoniego odznaczono krzyżami Virtuti Militari. Pod dowództwem płk. Rozwadowskiego pierwsze szlify bojowe zdobywał późniejszy komediopisarz Aleksander Fredro.
Był żonaty z Anną z domu Golejewską herbu Kościesza (córka Józefa, brygadiera wojsk polskich). Mieli synów Antoniego (1794-1855, major wojsk polskich), Wincentego (1799-1849, rotmistrz wojsk polskich, powstaniec listopadowy), Erazma (1806-1880, porucznik wojsk polskich), Wiktora (1812-1858, porucznik wojsk polskich, powstaniec listopadowy, ojciec Tomisława). Po wybuchu powstania listopadowego 1830 wyprawił swoich czterech synów do liniowej służby wojskowej. Wraz z rodziną mieszkał w Różyskach. Zmarł w 1836. Został pochowany w Różyskach. Jego potomkami byli m.in. Franciszek Rozwadowski, Tadeusz Rozwadowski, Zygmunt Rozwadowski, Jan Emanuel Rozwadowski, Jan Michał Rozwadowski.